# Yuderqui Contreras
Yuderqui Maridalia Contreras (* 27. März 1986 in San Pedro de Macorís) ist eine Gewichtheberin aus der Dominikanischen Republik.

## Karriere
Contreras nahm an den Olympischen Sommerspielen 2008 teil, wobei sie den fünften Rang in der Kategorie bis 53 kg mit einer Gesamtleistung von 204 kg erringen konnte. Sie gewann die Bronzemedaille bei den Weltmeisterschaften 2005 in der Gewichtsklasse bis 53 kg mit 211 kg.

## Doping
Ende April 2009 wurde bekannt, dass in Nachkontrollen von Dopingproben, die während der Olympischen Spiele in Peking genommen worden sind, bei Maridalin das EPO-Präparat CERA nachgewiesen wurde.